# Singha Darbar
Singhha Darbar (também escrito Singhha Durbar em inglês; em nepali: सिंहदरवार; literalmente: "Palácio do Leão") é um edifício histórico em Catmandu, a capital do Nepal, que é a sede oficial do governo do Nepal.
O palácio foi construído no século XIX por um membro da família Rana, que durante mais de um século dominou o Nepal. Em 1901 era propriedade privada do então primeiro-ministro de Dev Shamsher Jang Bahadur Rana, que foi forçado a abdicar pelo sobrinho Chandra S. J. Bahadur Rana e os seus irmãos. Dizia-se então que era o maior palácio da Ásia. Foi a residência privada dos primeiros-ministros Rana e atualmente lá funcionam as duas câmaras do parlamento nepalês, bem como vários ministérios e gabinetes do governo e a sede da Radio Nepal e Nepal Television.
O edifício foi desenhado por Kishore Narsingh Rana em estilo neoclássico, típica do século XIX. Uma parte substancial do palácio foi destruído por um fogo em 1973, mas a maior parte das áreas afetadas foram desde então reconstruídas.